# Minivet mandarí
El minivet mandarí (Pericrocotus solaris) és una espècie d'ocell de la família dels campefàgids (Campephagidae).

## Hàbitat i distribució
Habita el bosc obert de les muntanyes des del nord i est de l'Índia, cap a l'est, a través de Myanmar (excepte el centre) fins al sud-est de la Xina, Hainan i Taiwan. Cap al sud localment a l'ample del Sud-est Asiàtic fins Sumatra i nord de Borneo.

## Taxonomia
Les poblacions meridionals, a l'oest de Malàisia, oest de Sumatra i nord de Borneo, són de vegades considerades una espècie diferent:
- minivet muntanyenc[2] (Pericrocotus montanus).[3]